# قطع قطعي
القطع القطعي (بالإنجليزية: Segmental resection)‏ ويُسمى أيضًا استئصال قطعة (بالإنجليزية: Segmentectomy)‏ هو إجراء جراحي لإزالة جزء من عضو أو غدة، وتعتبرُ نوعًا ثانويًا من الاستئصال والذي قد يتضمن إزالةً كليةً للجسم. قد يُستخدم القطع القطعي لإزالة الورم والأنسجة الطبيعية حوله. يُشير مصطلح القطع القطعي في جراحة القلب والصدر إلى إزالة جزءٍ من فص الرئة. هامش الاستئصال هو حافة النسيج المُزال، وهو ضروري لأنه يُظهر خلو المنطقة من الخلايا السرطانية أثناء الفحص بواسطة أخصائي علم الأمراض.